# Erbè
Erbè ist eine nordostitalienische Gemeinde (comune) mit 1910 Einwohnern (Stand 31. Dezember 2023) in der Provinz Verona in Venetien.

## Geografie
Die Gemeinde liegt etwa 21,5 Kilometer von Verona am Tione, gehört zur Unione veronese Tartaro Tione und grenzt an die Provinz Mantua (Lombardei).

## Verkehr
Am östlichen Rand der Gemeinde führt die Strada Statale 12 dell’Abetone e del Brennero von Pisa zum Brennerpass entlang.